# Geometria wykreślna

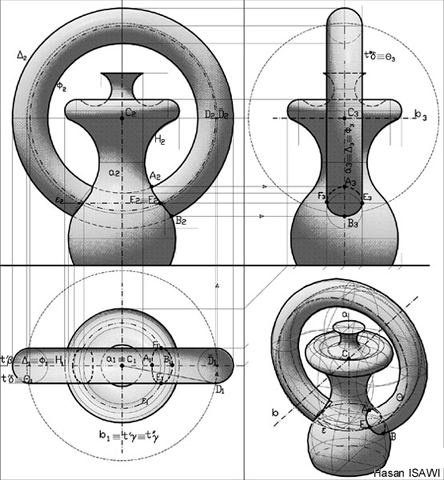

Geometria wykreślna – dział geometrii badający jednoznaczne odwzorowanie figur przestrzennych na płaszczyźnie. Proces ten oraz jego efekty nazywa się rzutowaniem.
Naukę tę stworzył francuski matematyk Gaspard Monge pod koniec XVIII wieku.

## Działy geometrii wykreślnej

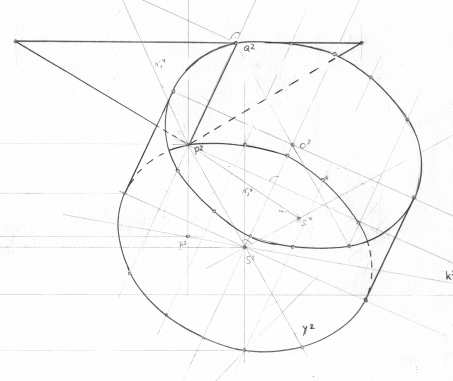
Przykład konstrukcji przestrzennej przy użyciu rzutów Monge'a (widoczny jeden z rzutów)

### Podstawowe konstrukcje geometryczne
Pod tą nazwą rozumie się konstrukcyjne sposoby wykonania płaskich figur geometrycznych oraz wzajemnego położenia takiego jak równoległość, prostopadłość czy styczność. Istotną rolę pełnią tutaj między innymi konstrukcje siatkowe pozwalające wykonać krzywe bez potrzeby zakładania układu współrzędnych w celu wyznaczenia współrzędnych punktów należących do tych krzywych. Oprócz tego należą tutaj takie konstrukcje jak podział odcinka lub kąta na dwie lub trzy części, a także konstrukcja Kochańskiego pozwalająca na odłożenie długości obwodu okręgu na prostą.

### Rzuty
Wyróżnia się przede wszystkim rzuty:
- Równoległy – w którym odwzorowanie figury polega na przeniesieniu punktów obiektu rzutowanego równolegle do obranego kierunku.
- Środkowy (perspektywa) – w którym linie odnoszące są zbieżne w punktach zwanych śladami zbiegu. W zależności od ich ilości perspektywę nazywamy jedno-, dwu- lub trójzbieżną[2].

## Rozwój i przyszłość
W odróżnieniu od geometrii teoretycznej znalazła zastosowanie w wielu dziedzinach techniki. Z jej dorobku korzysta rysunek techniczny, zarówno odręczny jak i maszynowy. Obecnie wypierana jest przez obrazowanie komputerowe (systemy Projektowanie wspomagane komputerowo i raytracing). Wiele uczelni wycofuje geometrię wykreślną z programu nauczania na większości kierunków, z wyjątkiem tych ściśle związanych z projektowaniem (architektura, budownictwo, geodezja). Wykładowcy przedmiotu są jednak zdania, że geometria wykreślna jest przydatna, ponieważ rozwija wyobraźnię.